# Austroargiolestes isabellae
Austroargiolestes isabellae is een libellensoort uit de familie van de Megapodagrionidae (Vlakvleugeljuffers), onderorde juffers (Zygoptera).
De wetenschappelijke naam van de soort is voor het eerst geldig gepubliceerd in 1986 door Theischinger & O'Farrell.